# フェイ・クロッカー

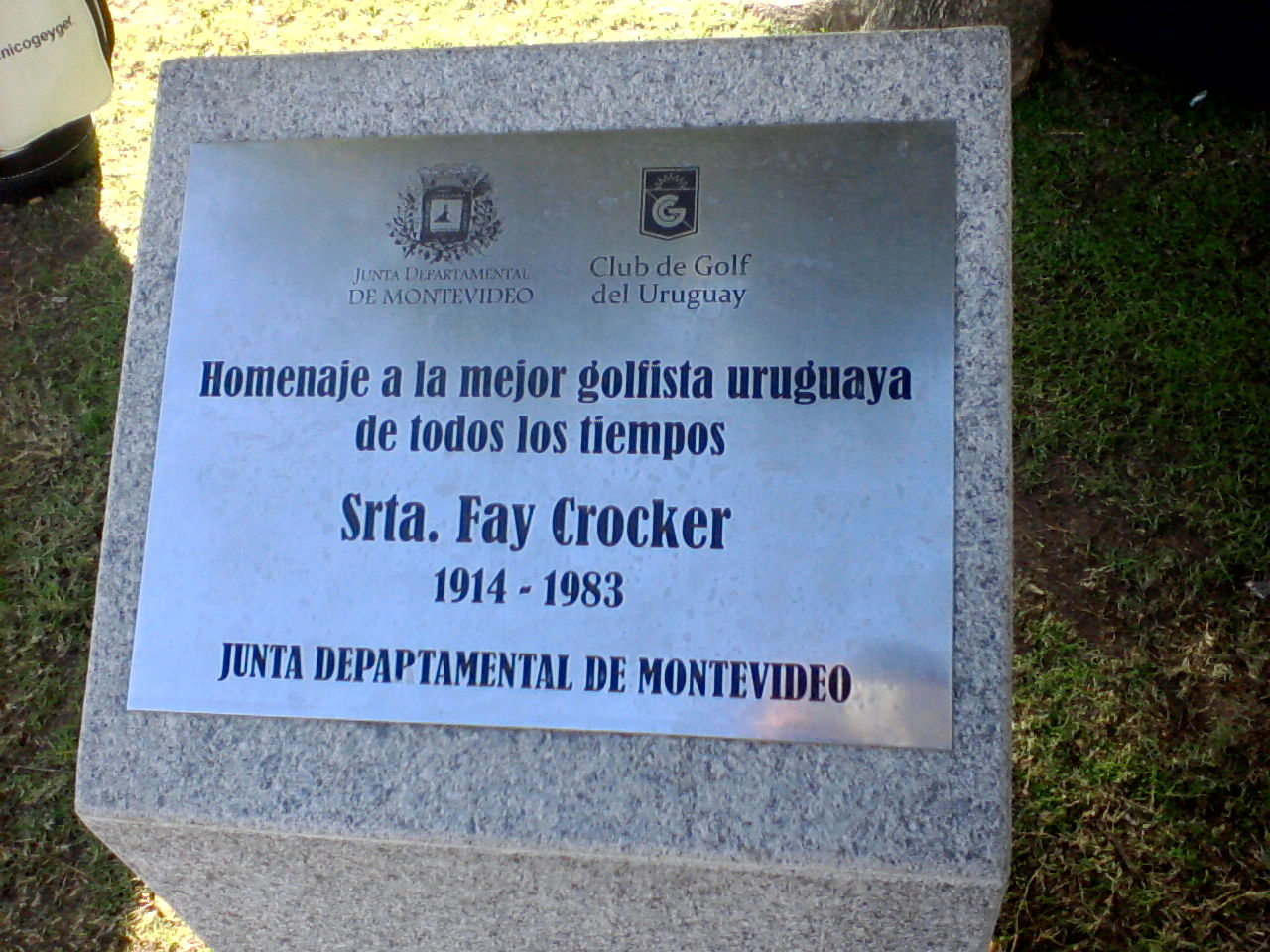
クラブデゴルフデルウルグアイに設置され 「史上最高の女性ゴルファー」としてクロッカーを称える銘板

ヘレン・フェイ・クロッカー・カーソン（Helen Fay Crocker Carson、1914年8月2日 – 1983年9月16日）は米国 LPGAツアーでプレーしたウルグアイ人女子プロゴルファー。1955年の全米女子オープンと1960年のタイトルホルダーズ選手権の二つのメジャー大会を含む11のLPGAトーナメントで優勝した。LPGAが主催するトーナメント初優勝時の最年長記録を持ち、また、女子メジャー大会優勝の最年長記録保持者でもある。アメリカ人以外で初めて全米女子オープンに優勝したのもクロッカーだった。 

## 経歴
1914年8月2日にウルグアイのモンテビデオで生まれた。曾祖父は元米国海軍中将で、南北戦争後ウルグアイ領事を務めるなどし、その後同国に移住した。父フレデリックは農場を経営していたが、ウルグアイの全国大会で27回の優勝実績を持つ著名なゴルファーでもあり、また母ヘレンもウルグアイの全国ゴルフチャンピオンを6回、他にテニスでも複数回の全国チャンピオンとなったアスリートだった。フェイは6歳でゴルフを始め、母国ウルグアイでは20の国内ゴルフ大会で優勝し、アルゼンチンの全国クラスの大会でも14勝するなどして南米最強となった。1939年の全米女子アマチュア選手権に出場したがマッチプレーの3ラウンド目で敗退し、それ以降11年間にわたり USGA主催のゴルフの大会に一切出場していない。この間フェイはアルゼンチンのブエノスアイレスにある米国大使館の受付嬢をしていた。1950年になって再び全米女子アマに挑戦し、結果マッチプレー第4ラウンドでメイ・マレイに敗れたが、この試合は規定された18ホールでは勝負がつかず、27ホール目でようやく決着がつく熱戦となった。このプレーオフ9ホールは当時のUSGA開催試合における女子マッチプレーの記録となった。1954年にプロ転向したが、このとき39歳になっていた。プロデビュー戦はシーアイランドオープンで、最終ラウンドで69のコースレコードを出すなどし、7位だった。 
プロ19戦目となる1955年のサービンオープンで初優勝。この40歳でのツアー初優勝という記録は2013年時点でもまだ破られていない。1955年後半、ウォルバリンオープンでは2位に7打差をつけて優勝、女子ウェスタンオープンでは最終ラウンドで1打差の首位でスタートしたが最終的にはパティー・バーグに2打差をつけられて2位タイでフィニッシュ。同年の全米女子オープンでは優勝して3勝目を挙げた。この全米女子オープンでは毎時45マイルの強風の中、クロッカーはただ一人トータル300打を下回る299打でラウンドし、2位のルイーズ・サグスおよびレナ・フォークに4打差をつけての優勝だった。またこの優勝は、米国人以外で初めてのものだった。さらに、第2ラウンドでの打数68は全米女子オープン史上初めて70打を下回る記録となった。シーズン終了後、ゴルフダイジェスト誌は「最も飛躍した女子プロゴルファー (Most Improved Female Professional Golfer) 」と評した。 
1956年にはサービンオープン（マイアミビーチオープンとも呼ばれた）に再び優勝、さらにセントルイスオープンでも優勝した。1957年にも2勝（サービンオープンの3連覇とトライアングルラウンドロビン）。1958年のLPGA選手権はミッキー・ライトに6打差をつけられての2位に終わった。この年ハバナビルチモアオープンとウォータールーオープンに優勝し4年連続で複数回優勝を果たした。 
1960年はシーズン初めに2勝した。一つ目はレイクワースオープンで、続いて3月のタイトルホルダーズ選手権で2位のキャシー・コーネリアスに7打差の303打で優勝した。この時フェイは45歳で、これはLPGAメジャー大会における最年長優勝者の記録となった。1955年から1960年にかけての6年間で、LPGA主催大会のほぼすべてに出場し、合わせて11勝した。1961年にはLPGAツアーに出場しなくなったが、総額で73,410ドルの賞金を獲得し、これは引退時点ではトップ10に入る額だった。引退後はアルゼンチンに移り住んだ。1983年9月16日、母国ウルグアイのモンテビデオで死去。69歳だった。 

## プロでの勝利

### LPGAツアー優勝
- 1955年 サービンオープン 、 ウルヴァリンオープン 、 全米女子オープン
- 1956年 サービンオープン 、 セントルイスオープン
- 1957年 サービンオープン 、 トライアングルラウンドロビン
- 1958年 ハバナビルトモアオープン 、 ウォータールーオープン
- 1960年 レイクワースオープン 、 タイトルホルダーズ選手権

### その他の勝利
- 1957ホットスプリングス4ボール（ マリリン・スミスと ）

## メジャー大会

### 勝利（2勝）
| 年   | 大会名                 | 優勝スコア               | 2位との差   | 準優勝                                       |
| ---- | ---------------------- | ------------------------ | ----------- | -------------------------------------------- |
| 1955 | 全米女子オープン       | +11（74-72-79-74 = 299） | 4ストローク | メアリー・レナ・フォーク 、 ルイーズ・サグス |
| 1960 | タイトルホルダー選手権 | +15（75-75-77-76 = 303） | 7ストローク | キャシー・コーネリアス                       |